# Chuquicamata

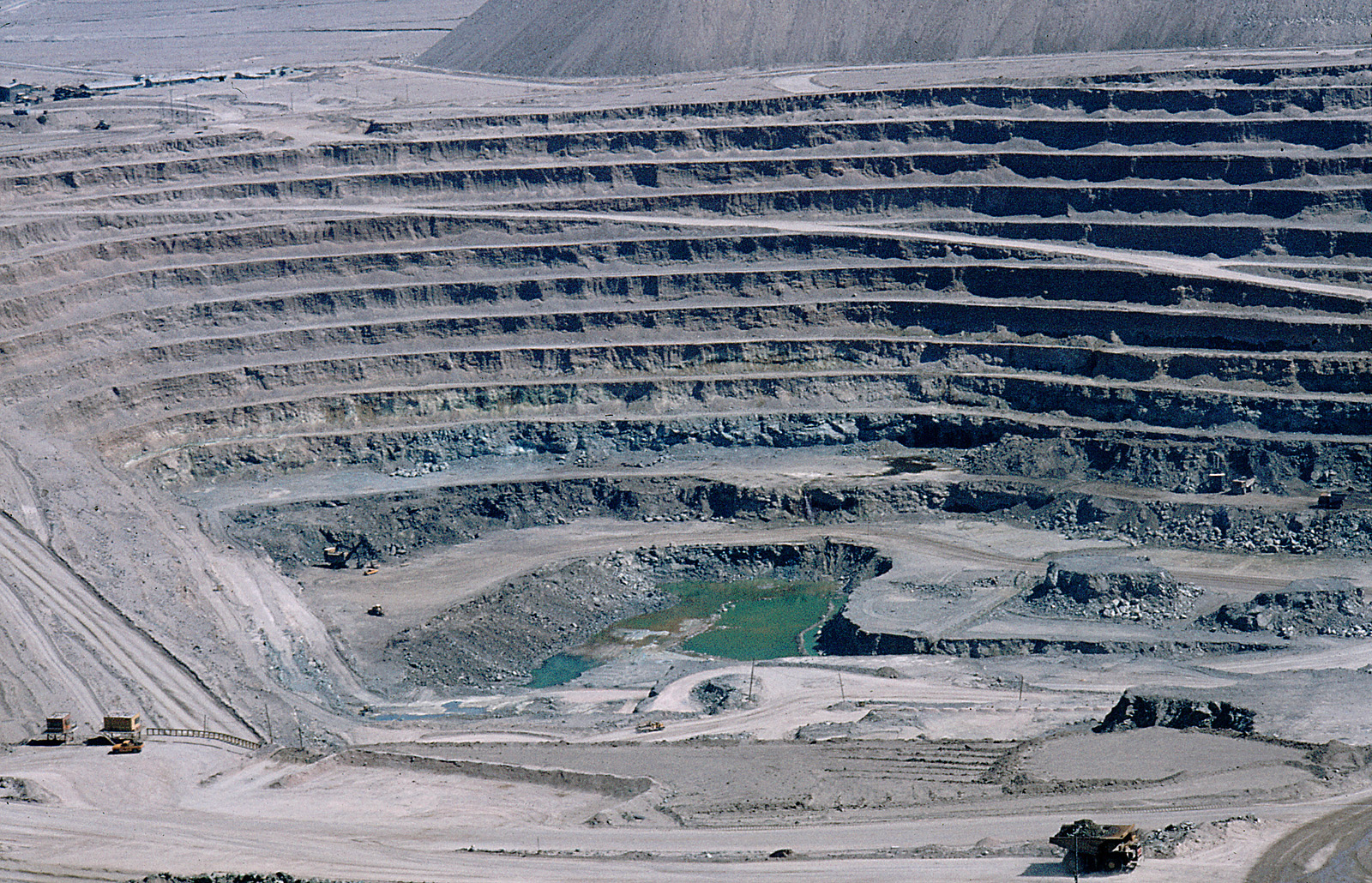
Gruvan i Chuquicamata.

Chuquicamata är en gruva i norra Chile belägen cirka 250 kilometer nordöst om Antofagasta. Gruvan är världens största öppna koppargruva. 

## Etymologi
Det cirkulerar flera förklaringar till namnet Chuquicamata.
Den oftast förekommande förklaringen är att det betyder “gränsen (camata) för Chucos (chuqui) domäner”. Enligt en annan förklaring betyder det ”spjut (camata) vars spets doppats i metall (chuqui)”. En tredje förklaring är: “distansen (camata) som ett spjut (chuqui) kastades av en atacameño-indian för att bestämma storleken på kopparmalmens åder. Ännu en teori är att det betyder Pico de Oro (Guldtoppen)'.